# Provincia de Awa (Chiba)
La provincia de Awa (安房国 Awa-no kuni) fue una provincia japonesa que en la actualidad correspondería con un área de la prefectura de Chiba. Se extiende por la punta de la península de Bōsō  (房総半島). Su nombre abreviado fue Bōshū (房州) o Anshū (安州). 
La provincia de Awa en Shikoku tiene el mismo nombre fonéticamente pero está escrito con kanjis diferentes (阿波国). 

## Región de Tōkaidō
Awa fue una de las provincias de Tōkaidō. Bajo el sistema de clasificación Engishiki, Awa era considerada como un "país medio" (中国) en términos de importancia y un "país lejano" (遠国) en términos de distancia a la capital.

## Historia
Awa fue un antiguo distrito de la provincia de Kazusa. En el año 718, el distrito de Awa fue elevado a la categoría de provincia. En el año 741 fue fusionado de nuevo con Kazusa, pero recuperó su estado de provincia independiente en el año 757.
En el año 1871 con la abolición del sistema Han, dejó de existir la provincia de Awa.